# دوللي بنتريث
دوللي بنتريث  (16 مايو 1692 - 26 ديسمبر 1777)، المعروفة باسم دوللي، كانت آخر متحدث أصلي معروف للغة الكورنيش. وهي أيضًا أشهر المتحدثين بطلاقة في الكورنيش.

## السيرة الشخصية

### الحياة السابقة
ولدت بنتريث في موسهل، كورنوال. تم تعميدها في 16 مايو 1692،  الثانية من بين ستة أطفال معروفين للصياد نيكولاس بنتريث وزوجته الثانية جون بينتريث. ادعت لاحقًا أنها لم تستطع التحدث بكلمة واحدة من اللغة الإنجليزية حتى سن العشرين. وسواء كان هذا صحيحًا أم لا، فإن كورنيش كانت لغتها الأولى. في سن الشيخوخة، تذكرت أنها عندما كانت طفلة كانت تبيع السمك في بينزانس بلغة الكورنيش، والتي فهمها معظم السكان المحليين (حتى طبقة النبلاء). عاشت في أبرشية بول، بجانب موسهل.
ربما بسبب الفقر، لم تتزوج بنتريث مطلقًا، ولكن في عام 1729 أنجبت ابنًا، جون بينتريث، الذي عاش حتى عام 1778.
توصف بنتريث بأنها كانت «الأم القديمة للغة الكورنيش» كانت دوللي ربة أسماك كورنيش تدوس في بضاعتها السمكية حول بينويث وبينزانس. في المكان الأخير اكتسبت سمعة كونها آخر متحدث أصلي للكورنيش، على الرغم من أنها ربما لم تكن كذلك. كما أن الرأي منقسم حول مقدار كورنيش التي يمكنها التحدث بها بالفعل - على الرغم من أن الجميع اتفقوا على أنها تستطيع أن تُقسم بالكورنيش.

### السنوات اللاحقة، الموت، والإرث
في عام 1768، بحث داينز بارينجتون في كورنوال عن متحدثين للغة ووجد في موسهل بنتريث، ثم بائع أسماك قيل إنه يبلغ من العمر 82 عامًا تقريبًا، والذي "يمكنها التحدث باللغة الكورنيش بطلاقة". في عام 1775 نشر تقريرًا عنها في مجلة جمعية الآثار الأثرية (علم الآثار) في مقال بعنوان "إلى انتهاء صلاحية لغة الكورنيش.". لاحظ بارينجتون أن "الكوخ الذي كانت تعيش فيه كان في ممر ضيق"، وأنه في كوخين أفضل من ذلك، وجد امرأتين أخريين، أصغر بعشر أو اثني عشر عامًا من بنتريث، ولم تستطع التحدث باللغة الكورنيش بسهولة، ولكن من فهمها. بعد خمس سنوات، قيل إن بنتريث تبلغ من العمر 87 عامًا وفي ذلك الوقت كان كوخها فقيرًا وتحتفظ به في الغالب من قبل الرعية، وجزئيًا عن طريق الكهانة والثرثرة على الكورنيش." 
في السنوات الأخيرة من حياتها، أصبحت بنتريث من المشاهير المحليين لمعرفتها بالكورنيش. حوالي عام 1777، رسمها جون أوبي (1761-1807)، وفي عام 1781 نقش عليها بعد نشر روبرت سكادان.
في عام 1797، أخبر صياد من موسهل ريتشارد بولويلي (1760–1838) أن ويليام بودينار «اعتاد التحدث معها لساعات معًا في الكورنيش؛ وأن محادثتهما كانت بالكاد مفهومة من قبل أي شخص في المكان؛ وأن كلًا من دوللي ونفسها كان بإمكانهما التحدث معهاالإنجليزية.» يشير حسابها الخاص كما سجله داينز بارينجتون إلى أنها تتحدث الإنجليزية أيضًا.
تحولت دوللي بنتريث إلى أسطورة لشتم الناس في سلسلة طويلة من الكورنيش الشرسة كلما غضبت. يُنظر إلى وفاتها على أنها إشارة إلى وفاة الكورنيش كلغة مجتمعية.
هناك حكايات كثيرة عنها. كثيراً ما قيل إنها تلعن الناس، بما في ذلك وصفهم بـ «كرونيكين هانجر دو»، «الضفدع الأسود القبيح»، بل وقيل إنها كانت ساحرة. تم إرفاق العديد من القصص الأخرى لها، ودقتها غير معروفة. كان يُعتقد في وقت من الأوقات أنها كانت متطابقة مع دوروثي جيفري الذي تم تسجيل دفنه في سجل أبرشية بول، لكن هذا كان موضع شك (على الرغم من أن أكسفورد DNB (2004) تقبل تحديد الهوية).

## نصب تذكاري

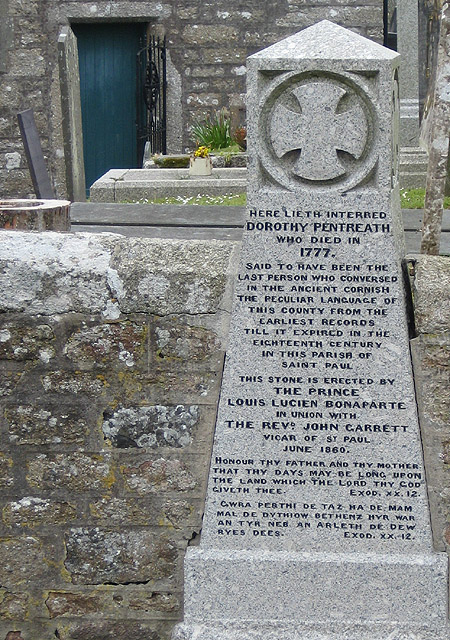
نصب تذكاري مخصص ل دوللي بنتريث في بول

دُفنت دوللي بينتريث في بول، حيث تم في عام 1860 وضع نصب تذكاري على شرفها في جدار كنيسة القديس بول أوريليان من قبل لويس لوسيان بونابرت، ابن أخ نابليون، ونائب بولس في ذلك الوقت. نصها:
يتناقض مع النصب التذكاري، أن في عام 1882 تلقى الدكتور فريدريك جاغو من بليموث رسالة من برنارد فيكتور، من موسهل، كتب فيها «توفيت في 26 ديسمبر 1777، عن عمر 102. جدي، هذا هو السبب في أنني على دراية جيدة؛ وكان هناك ثمانية صيادين مختارين ليأخذوها إلى مثواها الأخير. لم يكن هناك أي شيء نصب على قبر السيدة العجوز كجهاز لوحي لذكراها. قبر حيث تودع رفاتها». في رسالة لاحقة، ذهب ليقول إنه ليس من المستغرب أن بونابرت وغاريت أخطأوا في تاريخ ومكان القبر. «يقع مكان استراحة دوللي الفعلي على بعد 47 قدمًا جنوبي شرقي، وهي نقطة شرقية من نصب الأمير إل بونابرت لها. ولا ينبغي أن يقال إن النصب التذكاري في مكانه الصحيح، لأنه تم وضعه هناك بأمر من الأمير إل بونابرت، أو من قبل القس جون جاريت - أحدهما فرنسي والآخر إيرلندي» عام 1789 ونشره عام 1806 رجل يُدعى تومسون.
لم يتم تسجيل دفن لدوللي بنتريث، ولكن قيل أن هذا يظهر في سجل الرعية تحت اسم دوللي جيفري، والذي يُقترح أن يكون لقب والد ابنها. هذه النظرية مقبولة في قاموس أكسفورد للسيرة الوطنية.
في عام 1887، تم نقل النصب التذكاري إلى موقع قبرها غير المميز، وتم نزع هيكل عظمي يعتقد أنه لها. كرّس الكاتب البريتوني بير جاكيز هيلياس قصيدة لـ دولي بنتريث.

## المتحدث الأخير بالكورنيش
كما هو الحال مع العديد من «آخر متحدثين أصليين»، هناك جدل حول وضع بنتريث. إن ادعاءها الحقيقي بالتميز ليس آخر متحدث للغة، بل هو آخر متحدث أصلي لها بطلاقة.
بعد وفاتها، تلقى بارينجتون رسالة، مكتوبة بلغة الكورنيش ومرفقة بترجمة إنجليزية، من صياد في موسهل يُدعى وليام بودينار (أو بودينار) تفيد بأنه يعرف خمسة أشخاص يمكنهم التحدث باللغة الكورنيش في تلك القرية وحدها. يتحدث بارينجتون أيضًا عن جون نانكارو من مارازيون الذي كان متحدثًا أصليًا ونجا حتى تسعينيات القرن التاسع عشر.
هناك أحد المتحدثين التقليديين للكورنيش، جون مان، الذي كان يتحدث دائمًا في الكورنيش مع أطفال آخرين عندما كان طفلاً في بسودنك (كورنوال)، وكان على قيد الحياة في سن الثمانين في عام 1914. وكان آخر ناجٍ معروف لعدد من الأشخاص التقليديين. متحدثو الكورنيش في القرن التاسع عشر بمن فيهم جاكوب كير لسانت آيفز (توفي عام 1892)؛ إليزابيث فينجوي من بوسوارفا العليا، مادرون (1903 والتي علمت على الأقل بعض الكورنيش لابنها) جون ديفي (1891) من بسودنك؛ آن بيريمان (1766–1854)، أيضًا من بسودنك. شهد ماتياس واليس من سانت بوريان في عام 1859 أن جدته آن واليس التي توفيت حوالي عام 1844، كانت تتحدث لغة الكورنيش جيدًا. وذكر أيضًا أن جين بارنيكات، الذي توفي حوالي عام 1857، يمكنه التحدث بالكورنيش أيضًا.

## وصلات خارجية
- Oxford DNB article on Dolly Pentreath